# Xianrenzhuang
Xianrenzhuang (kinesiska: 仙人庄, 仙人庄乡) är en socken i Kina. Den ligger i provinsen Henan, i den centrala delen av landet, omkring 60 kilometer öster om provinshuvudstaden Zhengzhou.
Genomsnittlig årsnederbörd är 681 millimeter. Den regnigaste månaden är juli, med i genomsnitt 182 mm nederbörd, och den torraste är januari, med 4 mm nederbörd.